# Musée d'Histoire de Jakarta
 (février 2025).
Le musée d'histoire de Jakarta (en indonésien :Museum Sejarah Jakarta) aussi appelé musée Fatahillah retrace l'histoire de la ville de Jakarta depuis ses origines jusqu'à nos jours. Situé dans la vieille ville de Batavia, il occupe l'ancien hôtel de ville  construit par la Compagnie néerlandaises des Indes Orientales (VOC) entre 1707 et 1710. 
Le musée a été inauguré le 30 mars 1974 par le gouverneur de Jakarta M. Ali Sadikin.

## Histoire

### Histoire du bâtiment
Le bâtiment est construit par la Compagne néerlandaise des indes orientales pour y établir l'hôtel de ville de Jakarta et le quartier général de la compagnie dans les Indes néerlandaises. Il est inauguré en 1710 par  Abraham van Riebeeck, gouverneur général des indes néerlandaises de 1709 à 1713. 
Au XIXe siècle, sous l'administration néerlandaise, le bâtiment abrite une prison dans ses sous-sols. Le prince Diponegoro y a été emprisonné en 1830. 

### Histoire du musée
Le premier musée sur l'histoire de Jakarta a été inauguré en 1939 par la Fondation Oud Batavia. Il été situé rue Pintu Besar Utara à l'emplacement de l'actuel musée du wayang. Le musée actuel a été inauguré le 30 mars 1974 par Ali Sadikin, gouverneur de Jakarta, dans l'ancien hôtel de ville de Batavia.

## Collection
Les collections du musée retrace l'histoire de Jakarta depuis la préhistoire jusqu'à aujourd'hui. Cela inclut des artéfacts du royaume Tarumanegara, de la compagnie néerlandaise des indes orientales, de la colonisation néerlandaise et de l'histoire récente. 
Il présente aussi une collection liée à l'ethnie et la culture Betawi qui occupe historiquement le territoire. 